# 중동면
중동면(中東面)은 대한민국 경상북도 상주시의 면이다.

## 행정 구역
- 회상리
- 오상리
- 죽암리
- 간상리
- 신암리
- 금당리
- 우물리

## 학교
- 중동초등학교 (오상리)
  - 신동분교 (폐교) - 중동면 상주다인로 537-37 (신암리)
- 중동중학교 (폐교) - 중동면 간상1길 39 (간상리)

## 역대 면장
- 1대 안병균 (미상 ~ 미상)
- 2대 강신봉 (미상 ~ 미상)
- 3대 김규원 (미상 ~ 미상)
- 4대 김시준 (미상 ~ 미상)
- 5대 김진국 (미상 ~ 미상)
- 6대 김시덕 (미상 ~ 미상)
- 7대 류완식 (미상 ~ 미상)
- 8대 배호길 (미상 ~ 미상)
- 9대 김원식 (미상 ~ 미상)
- 10대 김연승 (미상 ~ 미상)
- 11대 류시완 (1945 ~ 미상)
- 12대 김주성 (미상 ~ 미상)
- 13대 정원모 (미상 ~ 미상)
- 14대 김좌봉 (1949.1.27 ~ 1954.12.31)
- 15대 김옥연 (1955.1.5 ~ 1960.12.26)
- 16대 홍병철 (1961.1.1 ~ 1961.6.20)
- 17대 김봉술 (1961.7.9 ~ 1962.8.9)
- 18대 성경환 (1962.8.10 ~ 1963.8.11)
- 19대 안정조 (1963.8.12 ~ 1963.11.5)
- 20대 김봉술 (1963.11.9 ~ 1965.3.4)
- 21대 김근식 (1965.3.5 ~ 1970.6.15)
- 22대 김봉술 (1970.6.16 ~ 1971.10.9)
- 23대 민덕수 (1971.10.10 ~ 1973.4.16)
- 24대 노만식 (1973.4.17 ~ 1974.4.9)
- 25대 김근식 (1974.4.10 ~1978.1.4)
- 26대 황재용 (1978.1.5 ~ 1989.6.30)
- 27대 박욱화 (1989.7.1 ~ 1990.6.30)
- 28대 남만희 (1990.7.1 ~ 1992.12.31)
- 29대 김춘근 (1993.1.1 ~ 1994.12.31)
- 30대 정용욱 (1995.1.1 ~ 1995.8.8)
- 31대 김상욱 (1995.9.21 ~ 1999.1.7)
- 32대 성봉재 (1999.1.8 ~ 2001.3.11)
- 33대 김영휘 (2001.3.12 ~ 2004.7.29)
- 34대 배태식 (2004.8.30 ~ 2008.2.27)
- 35대 신갑철 (2008.2.28 ~ 2009.2.10)
- 36대 이재봉 (2009.2.11 ~ 2010.6.30)
- 37대 김광희 (2010.8.16 ~ 2011.7.20)
- 38대 박기준 (2011.7.21 ~ 2013.7.18)
- 39대 강성구 (2013.7.22 ~ 2014.6.30)
- 40대 노영섭 (2014.7.27 ~ 2015.4.30)
- 41대 김욱기 (2015.5.1 ~ 2015.12.31)
- 42대 정창수 (2016.1.1 ~ 2017.6.30)
- 43대 정광호 (2017.7.1 ~ 2018.7.17)
- 44대 심명숙 (2018.7.18 ~ 2018.12.31)
- 45대 송선욱 (2019.1.1 ~ 2021.6.30)
- 46대 오은숙 (2021.7.5 ~ 2022.12.31)
- 47대 윤해성 (2023.1.1 ~ 2024.6.30)
- 48대 박천수 (2024.7.1 ~ 현재)